# Oblężenie Gdańska (1813)
Oblężenie Gdańska – starcie zbrojne, które miało miejsce w 1813 roku.

## Historia
Po klęsce Wielkiej Armii, Napoleon Bonaparte wyznaczył linię obrony opartą o Wisłę, z Gdańskiem (zob. Wolne Miasto Gdańsk) jako jednym z głównych punktów oporu. Francuski garnizon miasta został wzmocniony przez część wycofujących się żołnierzy pod dowództwem marszałka Rappa. W sumie liczył niemal 40 tys. żołnierzy, wraz z 19 generałami. Jednak w wyniku ran i chorób zaledwie 15 tys. było zdolnych do walki. 

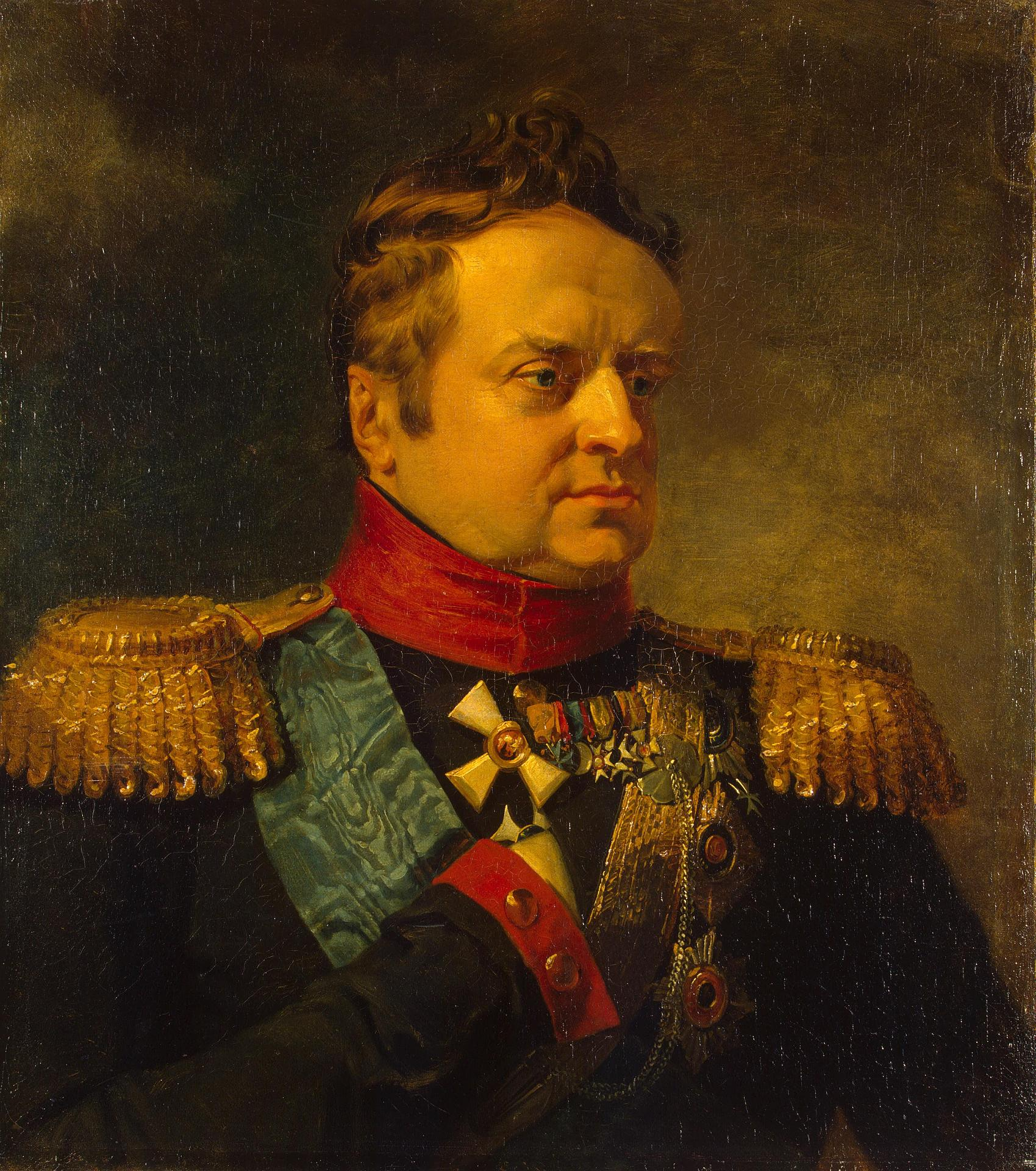
Książę Aleksander Wirtemberski

Siły rosyjskie wyznaczone do zdobycia miasta liczyły 15 tys. ludzi – było to głównie pospolite ruszenie z okolic Nowogrodu. Pierwsze oddziały pojawiły się pod miastem 15 stycznia 1813, a ich działania – w związku ze słabym wyszkoleniem – ograniczyły się do zablokowania dróg transportowych i komunikacyjnych miasta.
W dniach 5-6 marca trwało rosyjskie natarcie na ówcześnie podgdańskie Chełm, Siedlce, Orunię i Wrzeszcz, które po zaciekłych walkach zostały zdobyte. 27 kwietnia pod miasto przybył książę Aleksander Wirtemberski, który przejął dowództwo w oblężeniu miasta. Szacuje się, że do 1 maja francuski garnizon miasta stracił ok. 10 tys. ludzi, z czego niemal 90% w wyniku chorób. 
Zawieszenie broni, podpisane po bitwie pod Lützen, objęło również, w okresie od 10 czerwca do 24 sierpnia, działania pod Gdańskiem. Czas ten z jednej strony został poświęcony na wzniesienie dodatkowych fortyfikacji, z drugiej na ściągnięcie niezbędnych posiłków. Wydalono wówczas z miasta niemal 6 tys. osób, które stanowiły obciążenie dla obrońców (głównie kobiety i dzieci, a także niedołężni). Rosjanie zmusili je do pozostania na przedpolu, robiąc wyjątek tylko dla dzieci. 

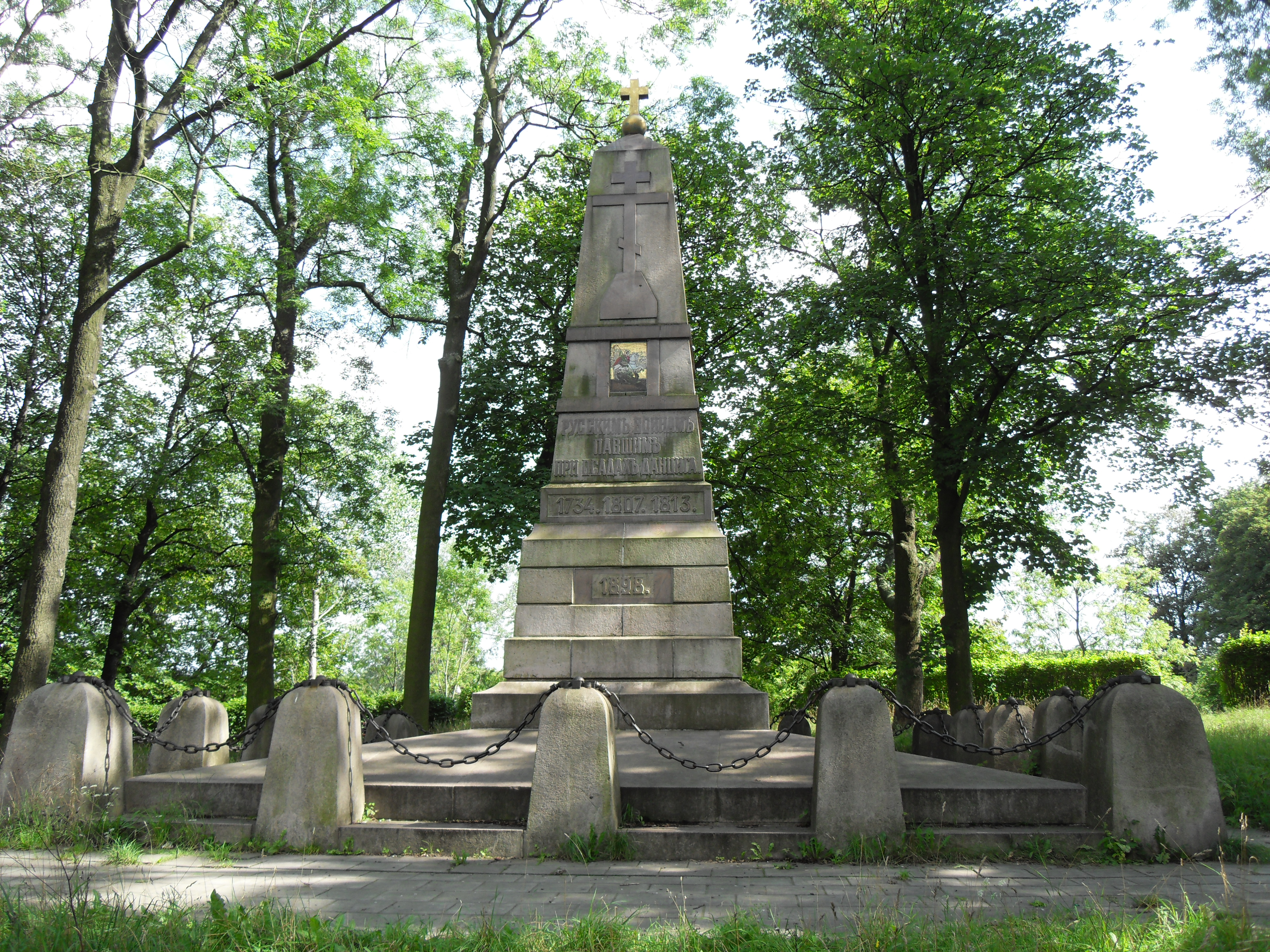
Pomnik z 1898 w Gdańsku, poświęcony żołnierzom rosyjskim poległym podczas oblężeń Gdańska

29 sierpnia opanowana została Jaśkowa Dolina, pod miasto dotarła również niezbędna artyleria (120 ciężkich dział, 28 haubic i 66 moździerzy). 10 października, w wyniku niespodziewanego, nocnego ataku udało się Rosjanom oraz wschodniopruskim landwerzystom pod komendą hrabiego zu Dohna-Schlobitten opanować Zaroślak, skąd mieli dogodne pozycje do prowadzenia ostrzału jednego z głównych elementów fortyfikacji miejskich – Grodziska.
W następstwie ostrzału artyleryjskiego 31 października i 1 listopada wybuchł pożar w południowej części Wyspy Spichrzów, który zniszczył wiele spichlerzy ze zgromadzonymi w nich zapasami żywności. Fakt ten, wraz z narastającymi niepokojami wśród mieszkańców, skłonił dowodzącego obroną miasta do kapitulacji (29 listopada). Jej początkowe warunki były bardzo honorowe (między innymi prawo wyjścia części oddziałów z bronią i puszczenie żołnierzy wolno do domu). Na wieść o tym, że garnizon miasta niszczy zgromadzoną w nim broń, car rosyjski zmienił warunki kapitulacji i kazał wysłać jeńców w głąb Rosji.
W wyniku oblężenia na przedmieściach miasta zostało zniszczonych ponad 1400 budynków. W samym mieście zagładzie uległo 112 domów i 197 spichlerzy. Straty wśród ludności cywilnej wyniosły 5752 osoby, z czego zaledwie 60 to ofiary śmiertelne bombardowań – reszta to zmarli w wyniku chorób i głodu.
Od lutego 1814 Gdańsk ponownie znalazł się pod panowaniem Prus, co zostało potwierdzone na kongresie wiedeńskim w 1815 (m.in. ustalono przebieg nowych granic).